# Convention de Tampere
La Convention de Tampere, de son nom complet Convention de Tampere sur la mise à disposition de ressources de télécommunication pour l'atténuation des effets des catastrophes et pour les opérations de secours en cas de catastrophe, est un traité international multilatéral régissant la fourniture et la disponibilité d'équipements de communication lors d'opérations de secours en cas de catastrophe, notamment en ce qui concerne le transport d'équipements radio et connexes au-delà des frontières internationales par des radioamateurs. Elle a été conclue lors de la première Conférence intergouvernementale sur les télécommunications d'urgence (ICET-98) à Tampere, en Finlande, en 1998, et est entrée en vigueur le 8 janvier 2005. En mars 2025, 49 États étaient parties à l’accord.
Premier traité de ce type, la Convention a été conçue principalement comme un moyen d’inciter les États parties à poursuivre un ensemble d’attentes communes concernant la liberté et l’accès des personnes fournissant des services d’urgence dans les situations de catastrophe. Les obstacles au déploiement des équipements et des opérateurs de télécommunications au-delà des frontières ont coûté des vies lors de catastrophes passées. 
Les questions relatives au champ d'application de la Convention de Tampere sont discutées lors de la Conférence mondiale sur les communications d'urgence des radioamateurs (CMCUR), qui se tient chaque année dans différents lieux internationaux.

## Aperçu
La Convention vise principalement à organiser un cadre général de coopération entre les États parties et les autres acteurs humanitaires internationaux, sous l'autorité du coordonnateur des Nations unies pour les secours d’urgence. Elle encadre le déroulement des procédures de sollicitation et de fournitures d'assistance en matière de télécommunication, invite les parties à dresser la liste des autorités compétentes en la matière, et les conditions financières de cette assistance.
La Convention déclare que les ressources de télécommunications doivent être utilisée pour surveiller et prévenir les risques et répondre aux catastrophes, et met l'accent sur le partage d'information et la diffusion auprès du public.
Un des principes fondamentaux de la Convention est l'engagement des parties à réduire les obstacles règlementaires à l'utilisation des télécommunications en cas de catastrophe, notamment avec la levées de entraves  aux transferts de technologies et aux accès aux fréquences, la garantie des privilèges ou l'octroi d'immunités (contre les arrestation ou les poursuites du personnel ou les saisies ou réquisition des équipements), d'exemptions fiscales ou administratives et de la protection du personnel et du matériel.